# Tomasz Stocki
Tomasz Stocki (ur. 7 marca 1953 w Warszawie) – polski żeglarz, medalista mistrzostw świata i mistrzostw Europy, olimpijczyk z Moskwy 1980.
Złoty medalista mistrzostw świata w klasie Micro w roku 1995 (partnerem był Leon Wróbel).
Trzykrotny brązowy medalista mistrzostw Europy w klasie 470 (partnerem był Leon Wróbel) z lat 1976, 1978, 1979
Mistrz Polski w klasie 470 w latach 1974–1976, 1978–1983 i w klasie Micro w roku 1995 (partnerem był Leon Wróbel).
Na igrzyskach w Moskwie wystartował w klasie 470 (partnerem był Leon Wróbel) zajmując 5. miejsce.